# Taru Alexander
Taru Alexander (* 18. Dezember 1967 in Brooklyn) ist ein US-amerikanischer Jazzmusiker (Schlagzeug, Perkussion) des Post Bop.

## Leben und Wirken
Alexander wuchs in Brooklyn als Sohn des Tenorsaxophonisten Roland Alexander auf. Im Alter von 9 Jahren nahm er Schlagzeugunterricht bei Rudy Collins, Andre Strobert und Walter Perkins an der New Muse Music School in Brooklyn. Mit 13 Jahren begann Taru professionell mit dem Quintett seines Vaters aufzutreten mit Kiani Zawadi an der Posaune, Hilton Ruiz am Piano und Paul Brown am Bass. Zur gleichen Zeit begann er mit dem Schlagzeugunterricht bei Justin DiCioccio an der New Yorker La Guardia Music & Art High School. Seit Mitte der 1980er-Jahre ist er in der amerikanischen Jazzszene aktiv. Er spielte u. a. bei Fred Ho and the Afro Asian Music Ensemble, mit dem 1985 erste Aufnahmen entstanden (Tomorrow Is Now !), des Weiteren mit Miles Griffith (Spiritual Freedom, 1994), Carlos Garnett (Resurgence, 1995), Rodney Kendrick (Last Chance for Common Sense), in den 2000er-Jahren mit Salim Washington (Harlem Homecoming), Gerry Eastman und Michael Marcus (Lotus Symphony, 2008).
Unter eigenem Namen nahm er das Album KoJo Time auf, mit dem er seinen Vater Roland Alexander würdigte. Mit ihm veröffentlichte er auch das Album Live at the Lennox Lounge, das 1994 im gleichnamigen Jazzclub entstanden war. Ferner spielte er im Laufe seiner Karriere mit Roy Hargrove, Gary Bartz, Kenny Davis, Lonnie Plaxico, Betty Carter, Abbey Lincoln (We Used to Dance), Sonny Simmons und Branford Marsalis. Er lebt in New York, wo er mit dem eigenen Quintett auftritt (zu dem auch Hanka G gehört); er ist gegenwärtig (2019) auch Mitglied im Quartett des Pianisten Kirk Lightsey und im Justin Robinson Quartet. Im Bereich des Jazz war er zwischen 1985 und 2008 an 15 Aufnahmesessions beteiligt.